# Fed Cup 2012 – blok B 1. skupiny zóny Evropy a Afriky
Blok B 1. skupiny zóny Evropy a Afriky Fed Cupu 2012 představoval jednu ze čtyř podskupin 1. skupiny. Hrálo se mezi 1. až 4. únorem v areálu Municipal Tennis Club izraelského Ejlatu venku na dvorcích s tvrdým povrchem. 
Čtyři týmy se utkaly ve vzájemných zápasech. Vítěz sehrál zápas s vítězem bloku D o účast v baráži Světové skupiny II pro rok 2013. Družstvo z druhého místa se střetlo s druhým z bloku D o konečné 5. až 8. místo 1. skupiny. Třetí tým sehrál utkání o 9. až 12. místo s třetím z bloku D a poslední v klasifikaci nastoupil k zápasu o udržení se čtvrtým z bloku D. Poražený sestoupil do 2. skupiny zóny.

## Blok B
|     |                     | Švédsko | Maďarsko | Řecko | B a H | Zápasy V/P | Sety V/P | Hry V/P | Pořadí |
| 19. | Švédsko             |         | 2–1      | 2–1   | 3–0   | 3–0        | 10–3     | 73–37   | 1      |
| 34. | Maďarsko            | 1–2     |          | 3–0   | 2–1   | 2–1        | 9–4      | 107–82  | 2      |
| 39. | Řecko               | 1–2     | 0–3      |       | 0–3   | 0–3        | 1–12     | 46–79   | 4      |
| 45. | Bosna a Hercegovina | 0–3     | 1–2      | 3–0   |       | 1–2        | 16–10    | 77–96   | 3      |

- V/P – výhry/prohry

## Zápasy

### Švédsko vs. Bosna a Hercegovina
| | Švédsko | 3 :                                                                            | 0   | Bosna a Hercegovina |    |  |
| --- | ------- | ------------------------------------------------------------------------------ | --- | ------------------- | -- |  |
| Municipal Tennis Club, Ejlat, Izrael 1. února 2012 tvrdý (venku) |         |                                                                                |     |                     |    |  |
| \| \| \| \| 1. \| 2. \| 3. \| \| \| -- \| \| ------------------------------------------------------------------------------ \| --- \| --- \| -- \| \| \| 1. \| \| Sofia Arvidssonová Jelena Stanivuková \| 6 1 \| 6 0 \| \| \| \| 2. \| \| Johanna Larssonová Anita Husarićová \| 6 2 \| 6 1 \| \| \| \| 3. \| \| Sofia Arvidssonová / Johanna Larssonová Jelena Stanivuková / Jasmina Tinjićová \| 6 2 \| 6 3 \| \| \| \| \| \| \| \| \| \| \| \| \| \| \| \| \| \| \| \| \| \| \| \| \| \| \| \| \| \| \| \| \| \| \| \| \| \| \| \| \| \| \| |         |                                                                                |     |                     |    |  |
| |         |                                                                                | 1.  | 2.                  | 3. |  |
| 1. |         | Sofia Arvidssonová Jelena Stanivuková                                          | 6 1 | 6 0                 |    |  |
| 2. |         | Johanna Larssonová Anita Husarićová                                            | 6 2 | 6 1                 |    |  |
| 3. |         | Sofia Arvidssonová / Johanna Larssonová Jelena Stanivuková / Jasmina Tinjićová | 6 2 | 6 3                 |    |  |
| |         |                                                                                |     |                     |    |  |
| |         |                                                                                |     |                     |    |  |
| |         |                                                                                |     |                     |    |  |
| |         |                                                                                |     |                     |    |  |
| |         |                                                                                |     |                     |    |  |

### Maďarsko vs. Řecko
| | Maďarsko | 3 :                                                                          | 0   | Řecko |    |  |
| --- | -------- | ---------------------------------------------------------------------------- | --- | ----- | -- |  |
| Municipal Tennis Club, Ejlat, Izrael 1. února 2012 tvrdý (venku) |          |                                                                              |     |       |    |  |
| \| \| \| \| 1. \| 2. \| 3. \| \| \| -- \| \| ---------------------------------------------------------------------------- \| --- \| --- \| -- \| \| \| 1. \| \| Réka-Luca Janiová Maria Sakkariová \| 6 4 \| 7 5 \| \| \| \| 2. \| \| Tímea Babosová Despina Papamichailová \| 6 4 \| 6 0 \| \| \| \| 3. \| \| Tímea Babosová / Katalin Marosiová Despina Papamichailová / Agni Stefanouová \| 6 2 \| 6 4 \| \| \| \| \| \| \| \| \| \| \| \| \| \| \| \| \| \| \| \| \| \| \| \| \| \| \| \| \| \| \| \| \| \| \| \| \| \| \| \| \| \| \| |          |                                                                              |     |       |    |  |
| |          |                                                                              | 1.  | 2.    | 3. |  |
| 1. |          | Réka-Luca Janiová Maria Sakkariová                                           | 6 4 | 7 5   |    |  |
| 2. |          | Tímea Babosová Despina Papamichailová                                        | 6 4 | 6 0   |    |  |
| 3. |          | Tímea Babosová / Katalin Marosiová Despina Papamichailová / Agni Stefanouová | 6 2 | 6 4   |    |  |
| |          |                                                                              |     |       |    |  |
| |          |                                                                              |     |       |    |  |
| |          |                                                                              |     |       |    |  |
| |          |                                                                              |     |       |    |  |
| |          |                                                                              |     |       |    |  |

### Švédsko vs. Maďarsko
| | Švédsko | 2 :                                                                        | 1      | Maďarsko |     |  |
| --- | ------- | -------------------------------------------------------------------------- | ------ | -------- | --- |  |
| Municipal Tennis Club, Ejlat, Izrael 2. února 2012 tvrdý (venku) |         |                                                                            |        |          |     |  |
| \| \| \| \| 1. \| 2. \| 3. \| \| \| -- \| \| -------------------------------------------------------------------------- \| ------ \| --- \| --- \| \| \| 1. \| \| Sofia Arvidssonová Réka-Luca Janiová \| 6 4 \| 6 3 \| \| \| \| 2. \| \| Johanna Larssonová Tímea Babosová \| 5 7 \| 5 7 \| \| \| \| 3. \| \| Sofia Arvidssonová / Johanna Larssonová Tímea Babosová / Réka-Luca Janiová \| 711 69 \| 2 6 \| 6 4 \| \| \| \| \| \| \| \| \| \| \| \| \| \| \| \| \| \| \| \| \| \| \| \| \| \| \| \| \| \| \| \| \| \| \| \| \| \| \| \| \| \| |         |                                                                            |        |          |     |  |
| |         |                                                                            | 1.     | 2.       | 3.  |  |
| 1. |         | Sofia Arvidssonová Réka-Luca Janiová                                       | 6 4    | 6 3      |     |  |
| 2. |         | Johanna Larssonová Tímea Babosová                                          | 5 7    | 5 7      |     |  |
| 3. |         | Sofia Arvidssonová / Johanna Larssonová Tímea Babosová / Réka-Luca Janiová | 711 69 | 2 6      | 6 4 |  |
| |         |                                                                            |        |          |     |  |
| |         |                                                                            |        |          |     |  |
| |         |                                                                            |        |          |     |  |
| |         |                                                                            |        |          |     |  |
| |         |                                                                            |        |          |     |  |

### Řecko vs. Bosna a Hercegovina
| | Řecko | 0 :                                                                              | 3    | Bosna a Hercegovina |     |  |
| --- | ----- | -------------------------------------------------------------------------------- | ---- | ------------------- | --- |  |
| Municipal Tennis Club, Ejlat, Izrael 2. února 2012 tvrdý (venku) |       |                                                                                  |      |                     |     |  |
| \| \| \| \| 1. \| 2. \| 3. \| \| \| -- \| \| -------------------------------------------------------------------------------- \| ---- \| --- \| --- \| \| \| 1. \| \| Maria Sakkariová Anita Husarićová \| 4 6 \| 4 6 \| \| \| \| 2. \| \| Despina Papamichailová Jasmina Tinjićová \| 67 9 \| 2 6 \| \| \| \| 3. \| \| Despina Papamichailová / Maria Sakkariová Jelena Stanivuková / Jasmina Tinjićová \| 4 6 \| 7 5 \| 0 6 \| \| \| \| \| \| \| \| \| \| \| \| \| \| \| \| \| \| \| \| \| \| \| \| \| \| \| \| \| \| \| \| \| \| \| \| \| \| \| \| \| \| |       |                                                                                  |      |                     |     |  |
| |       |                                                                                  | 1.   | 2.                  | 3.  |  |
| 1. |       | Maria Sakkariová Anita Husarićová                                                | 4 6  | 4 6                 |     |  |
| 2. |       | Despina Papamichailová Jasmina Tinjićová                                         | 67 9 | 2 6                 |     |  |
| 3. |       | Despina Papamichailová / Maria Sakkariová Jelena Stanivuková / Jasmina Tinjićová | 4 6  | 7 5                 | 0 6 |  |
| |       |                                                                                  |      |                     |     |  |
| |       |                                                                                  |      |                     |     |  |
| |       |                                                                                  |      |                     |     |  |
| |       |                                                                                  |      |                     |     |  |
| |       |                                                                                  |      |                     |     |  |

### Švédsko vs. Řecko
| | Švédsko | 2 :                                                                          | 1   | Řecko |    |  |
| --- | ------- | ---------------------------------------------------------------------------- | --- | ----- | -- |  |
| Municipal Tennis Club, Ejlat, Izrael 3. února 2012 tvrdý (venku) |         |                                                                              |     |       |    |  |
| \| \| \| \| 1. \| 2. \| 3. \| \| \| -- \| \| ---------------------------------------------------------------------------- \| --- \| --- \| -- \| \| \| 1. \| \| Ellen Allgurinová Maria Sakkariová \| 6 1 \| 6 2 \| \| \| \| 2. \| \| Hilda Melanderová Despina Papamichailová \| 4 6 \| 4 6 \| \| \| \| 3. \| \| Ellen Allgurinová / Hilda Melander Despina Papamichailová / Agni Stefanouová \| 6 1 \| 6 2 \| \| \| \| \| \| \| \| \| \| \| \| \| \| \| \| \| \| \| \| \| \| \| \| \| \| \| \| \| \| \| \| \| \| \| \| \| \| \| \| \| \| \| |         |                                                                              |     |       |    |  |
| |         |                                                                              | 1.  | 2.    | 3. |  |
| 1. |         | Ellen Allgurinová Maria Sakkariová                                           | 6 1 | 6 2   |    |  |
| 2. |         | Hilda Melanderová Despina Papamichailová                                     | 4 6 | 4 6   |    |  |
| 3. |         | Ellen Allgurinová / Hilda Melander Despina Papamichailová / Agni Stefanouová | 6 1 | 6 2   |    |  |
| |         |                                                                              |     |       |    |  |
| |         |                                                                              |     |       |    |  |
| |         |                                                                              |     |       |    |  |
| |         |                                                                              |     |       |    |  |
| |         |                                                                              |     |       |    |  |

### Maďarsko vs. Bosna a Hercegovina
| | Maďarsko | 2 :                                                                       | 1   | Bosna a Hercegovina |     |  |
| --- | -------- | ------------------------------------------------------------------------- | --- | ------------------- | --- |  |
| Municipal Tennis Club, Ejlat, Izrael 3. února 2012 tvrdý (venku) |          |                                                                           |     |                     |     |  |
| \| \| \| \| 1. \| 2. \| 3. \| \| \| -- \| \| ------------------------------------------------------------------------- \| --- \| --- \| --- \| \| \| 1. \| \| Réka-Luca Janiová Anita Husarićová \| 3 6 \| 6 1 \| 6 2 \| \| \| 2. \| \| Tímea Babosová Jasmina Tinjićová \| 4 6 \| 2 6 \| \| \| \| 3. \| \| Tímea Babosová / Réka-Luca Janiová Jelena Stanivuková / Jasmina Tinjićová \| 6 1 \| 6 4 \| \| \| \| \| \| \| \| \| \| \| \| \| \| \| \| \| \| \| \| \| \| \| \| \| \| \| \| \| \| \| \| \| \| \| \| \| \| \| \| \| \| \| |          |                                                                           |     |                     |     |  |
| |          |                                                                           | 1.  | 2.                  | 3.  |  |
| 1. |          | Réka-Luca Janiová Anita Husarićová                                        | 3 6 | 6 1                 | 6 2 |  |
| 2. |          | Tímea Babosová Jasmina Tinjićová                                          | 4 6 | 2 6                 |     |  |
| 3. |          | Tímea Babosová / Réka-Luca Janiová Jelena Stanivuková / Jasmina Tinjićová | 6 1 | 6 4                 |     |  |
| |          |                                                                           |     |                     |     |  |
| |          |                                                                           |     |                     |     |  |
| |          |                                                                           |     |                     |     |  |
| |          |                                                                           |     |                     |     |  |
| |          |                                                                           |     |                     |     |  |